# Жіноча юніорська збірна Італії з хокею із шайбою
Жіноча юніорська збірна Італії з хокею із шайбою — національна жіноча юніорська команда Італії з хокею із шайбою, що представляє країну на міжнародних змаганнях. Управління збірною здійснюється Італійської федерацією видів спорту на льоду.

## Виступи на чемпіонатах світу
| Рік  | І | В  | П  | Н | ШЗ | ШП | О  | Місце                               |
| ---- | - | -- | -- | - | -- | -- | -- | ----------------------------------- |
| 2012 | 5 | 2  | 3* | 0 | 21 | 14 | 7  | 4 місце (Дивізіон І - Кваліфікація) |
| 2013 | 5 | 3^ | 2  | 0 | 5  | 10 | 9  | 4 місце (Дивізіон І - Кваліфікація) |
| 2014 | 4 | 1^ | 3* | 0 | 5  | 12 | 3  | 4 місце (Дивізіон І - Кваліфікація) |
| 2015 | 5 | 4  | 1  | 0 | 11 | 8  | 12 | 2 місце (Дивізіон І - Кваліфікація) |
| 2016 | 4 | 3  | 1  | 0 | 17 | 6  | 9  | 2 місце (Дивізіон І, кваліфікація)  |
| 2017 | 5 | 5  | 0  | 0 | 17 | 3  | 15 | 1 місце (Дивізіон ІВ)               |
| 2018 | 5 | 2  | 3  | 0 | 13 | 14 | 7  | 3 місце (Дивізіон ІА)               |
| 2019 | 5 | 2^ | 3* | 0 | 9  | 16 | 6  | 4 місце (Дивізіон ІА)               |
| 2020 | 5 | 2^ | 3  | 0 | 10 | 18 | 5  | 5 місце (Дивізіон ІА)               |
| 2022 | 4 | 2^ | 2* | 0 | 7  | 9  | 5  | 3 місце (Дивізіон ІА)               |
| 2023 | 5 | 3  | 2  | 0 | 8  | 5  | 9  | 2 місце (Дивізіон ІА)               |
| 2024 | 5 | 3  | 2  | 0 | 15 | 13 | 10 | 2 місце (Дивізіон ІА)               |
| 2025 | 5 | 4  | 1  | 0 | 12 | 9  | 12 | 2 місце (Дивізіон ІА)               |

^Включно перемога в додатковий час (попередній раунд)

*Включно поразка в додатковий час (попередній раунд)